# Big Wells
Big Wells é uma cidade localizada no estado norte-americano de Texas, no Condado de Dimmit.

## Demografia
Segundo o censo norte-americano de 2000, a sua população era de 704 habitantes. 
Em 2006, foi estimada uma população de 745, um aumento de 41 (5.8%).

## Geografia
De acordo com o United States Census Bureau tem uma área de 
1,4 km², dos quais 1,4 km² cobertos por terra e 0,0 km² cobertos por água. Big Wells localiza-se a aproximadamente 164 m acima do nível do mar.

## Localidades na vizinhança
O diagrama seguinte representa as localidades num raio de 28 km ao redor de Big Wells. 